# Ludwik Dyduch
Ludwik Dyduch (ur. 11 maja 1889, zm. 2 czerwca 1946 w Krakowie) – polski inżynier, przemysłowiec i węgierski urzędnik konsularny.

## Życiorys
Był naczelnym dyrektorem Zjednoczonych Fabryk Maszyn, Kotłów i Wagonów „L. Zieleniewski i Fitzner-Gamper” w Krakowie (1927-), następnie dyrektorem Fabryki Pługów i Maszyn Rolniczych „Lemiesz” tamże, członkiem rady nadzorczej Pierwszej Fabryki Lokomotyw w Polsce „Fablok” SA w Chorzowie (koniec lat 30. XX w.). Pełnił też funkcję konsula honorowego Węgier w Krakowie (1931-1940). W okresie II wojny światowej kontynuowanie sprawowania funkcji dyrektora zakładów Zieleniewski zatrudnionego jako zarządca komisaryczny przez Sekcję ds. Zarządzania Majątkiem Powierniczym (Treuhandverwaltung) (1944). 
Był żonaty. Został pochowany na krakowskim cmentarzu Rakowickim.